# مقاطعة جيفيرسون (مونتانا)
مقاطعة جيفيرسون (بالإنجليزية: Jefferson County)‏ هي إحدى مقاطعات ولاية مونتانا في الولايات المتحدة الأمريكية.